# Моето приключение в дивото (филм)
„Моето приключение в дивото“ (на английски: Wild) е американски биографичен драматичен филм от 2014 г. на режисьора Жан-Марк Вале. Сценарият, написан от Ник Хорнби, е базиран на едноименния мемоар на Черил Стрейд. Премиерата е на 29 август 2014 г. на кинофестивала в Телюрайд.

## Актьорски състав
| Актьор          | Роля         |
| --------------- | ------------ |
| Рийз Уидърспун  | Черил Стрейд |
| Лора Дърн       | Боби Грей    |
| Томас Садоски   | Пол          |
| Кийн Макрей     | Лейф         |
| Майкъл Хюсман   | Джонатан     |
| Уилям Ърл Браун | Франк        |
| Габи Хофман     | Ейми         |
| Кевин Ранкин    | Грег         |

## Награди и номинации
| Категория                             | Номиниран(и)                | Резултат                    |
| Оскар (22 февруари 2015 г.)           | Оскар (22 февруари 2015 г.) | Оскар (22 февруари 2015 г.) |
| ------------------------------------- | --------------------------- | --------------------------- |
| Най-добра женска роля                 | Рийз Уидърспун              | номинация                   |
| Най-добра поддържаща женска роля      | Лора Дърн                   | номинация                   |
| Награда на БАФТА (8 февруари 2015 г.) |                             |                             |
| Най-добра актриса в главна роля       | Рийз Уидърспун              | номинация                   |
| Златен глобус (11 януари 2015 г.)     |                             |                             |
| Най-добра актриса в драматичен филм   | Рийз Уидърспун              | номинация                   |
| Сателит (15 февруари 2015 г.)         |                             |                             |
| Най-добър адаптиран сценарий          | Ник Хорнби                  | номинация                   |
| Най-добра актриса                     | Рийз Уидърспун              | номинация                   |
| Най-добра актриса в поддържаща роля   | Лора Дърн                   | номинация                   |